# Pejcsing Kuoan FC
A Beijing Guoan FC egy 1956-ban alapított kínai labdarúgóklub. Székhelye Pekingben található.

## Játékoskeret
2016. február 29-ei állapot szerint.
| No. |        | Poszt | Játékos               |
| --- | ------ | ----- | --------------------- |
| 1   | Kína   | K     | Zhao Shi              |
| 2   | Üzbég  | V     | Egor Krimets          |
| 3   | Kína   | V     | Li Lej                |
| 4   | Kína   | V     | Zhou Ting             |
| 5   | Brazil | KP    | Ralf                  |
| 6   | Kína   | KP    | Zhang Xiaobin         |
| 7   | Kína   | CS    | Zhang Chiming         |
| 8   | Kína   | KP    | Piao Cheng            |
| 9   | Brazil | CS    | Kléber Laube Pinheiro |

| No. |        | Poszt | Játékos          |
| --- | ------ | ----- | ---------------- |
| 10  | Kína   | KP    | Zhang Xizhe      |
| 11  | Kína   | KP    | Song Boxuan      |
| 13  | Kína   | V     | Xu Yunlong (csk) |
| 14  | Kína   | V     | Jin Pengxiang    |
| 16  | Kína   | KP    | Du Mingyang      |
| 17  | Török  | CS    | Burak Yılmaz     |
| 21  | Brazil | KP    | Renato Augusto   |
| 22  | Kína   | K     | Yang Zhi         |
| 23  | Kína   | KP    | Yang Yun         |

## Sikerek
Kínai Super League
- Bajnok: 2009
- Ezüstérmes: 2007, 2011, 2014, 2019

Kínai FA Kupa
- Aranyérmes: 1985, 1996, 1997, 2003, 2018

Kínai szuperkupa
- Aranyérmes: 1997, 2003